# Salmo 148

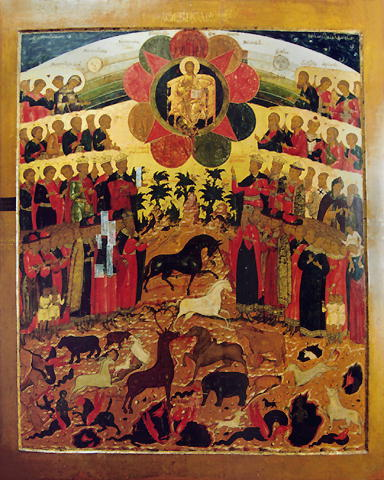
Icona ortodossa del XVIII secolo raffigurante la lode a Dio da parte di tutte le creature.

Il salmo 148 costituisce il centoquarantottesimo capitolo del Libro dei salmi.
È un canto di lode, utilizzato nel rito romano della Chiesa cattolica per le lodi mattutine.
Il salmo è noto per essere considerato il modello di riferimento per il Cantico delle creature.